# سالبيري دي فاليفيلد (كيبك)
سالبيري دي فاليفيلد، كيبك (بالإنجليزية: Salaberry-de-Valleyfield)‏ هي مدينة كندية تقع في مقاطعة كيبك. تبلغ مساحة هذه المدينة 107.0981 (كم²)، ويبلغ عدد سكانها 39672 نسمة حسب إحصاء سنة 2006 م، بينما كان يسكنها 39028 نسمة في سنة 2001 م. تحتل هذه المدينة المرتبة رقم 113 بين مدن كندا حسب عدد السكان والمرتبة رقم 26 في المقاطعة. النمو سكاني في هذه المدينة يقدر بـ(1.7).

## أعلام
- بيير كوسيت
- أندريه ديشان
- موريس بينوا
- تود كامبو
- جون كامبل
- مارتن غيندرون

## وصلات خارجية
- الأطلس الحكومي لكندا
- إحصاءات كندا مع ساعة تعداد السكان